# ورزشگاه بنتلر آرنا
ورزشگاه بنتلر آرنا یک ورزشگاه چندمنظوره در شهر پادربورن، آلمان است. ساخت آن از ژوئیه ۲۰۰۵ تا ژوئیه ۲۰۰۸ به طول انجامید. این ورزشگاه جایگزین ورزشگاه هرمان لونس است. افتتاحیه این ورزشگاه با بازی دوتیم پادربورن و بروسیا دورتموند (نتیجه ۲–۱) بود که ۱۵٬۳۰۰ نفر تماشاگر داشت و ظرفیت کامل ورزشگاه بود.
در فصل ۱۲–۲۰۱۱ به طور متوسط بیش از ۱۰٬۱۰۰ تماشاگر برای دیدن بازی‌های تیم پادربورن در بوندس‌لیگا ۲ به این ورزشگاه آمده‌اند.